# Драйч
Драйч (нем. Dreitzsch) — община в Германии, в земле Тюрингия.
Входит в состав района Заале-Орла. Подчиняется управлению Триптис. Население составляет 446 человек (на 31 декабря 2010 года). Занимает площадь 7,29 км².
Коммуна подразделяется на 2 сельских округа.